# František Štambachr
František Štambachr (Čebín, 3 febbraio 1953) è un ex calciatore cecoslovacco, di ruolo difensore e centrocampista. Campione europeo con la Cecoslovacchia nel 1976 e Campione Olimpico ai Giochi di Mosca del 1980.

## Carriera

### Club
Dopo aver giocato nelle giovanili di Sokol Čebín e KPS Brno, passò nel 1972 allo Dukla Praga con cui giocò, fino al 1984, 291 partite in campionato andando a segno 34 volte e vinse per tre volte il campionato di calcio cecoslovacco e per due la coppa di Cecoslovacchia.
Nel 1985 si trasferì in Grecia a giocare per l'Apollon Smyrnis ed infine terminò la carriera nell'AEK Atene.

### Nazionale
Con la Cecoslovacchia vanta 31 presenze impreziosite da cinque reti. Partecipò agli europei di Jugoslavia 1976 ed Italia 1980, ai Giochi olimpici di Mosca del 1980 ed al campionato del mondo 1982.

## Palmarès

### Club
- Campionato cecoslovacco: 3

Dukla Praga: 1977, 1979 and 1982
- Coppa di Cecoslovacchia: 2

Dukla Praga: 1981, 1983

### Nazionale
- Campionato d'Europa: 1

Jugoslavia 1976
- Oro olimpico: 1

Mosca 1980